# 2e régiment de marche du 2e étranger
Pour les articles homonymes, voir 2e régiment.
Le 2e régiment de marche du 2e étranger était une unité militaire française de la Légion étrangère qui exista de façon éphémère de 1914 à 1915.

## Création et différentes dénominations
- Le 2e régiment de marche du 2e RE est créé fin août 1914 à Saïda en Algérie.
- Le 11 novembre 1915, il est dissous et ses effectifs sont reversés au régiment de marche de la Légion étrangère.

## Historique des garnisons, campagnes et batailles
La création du régiment 
Le 29 août 1914, le 2e régiment de marche du 2e RE quitte Saïda pour Oran où il arrive le 30. Il comprend alors 2 bataillons à 2 compagnies réduites soit 782 hommes (20 officiers - 68 sous-officiers - 694 caporaux et légionnaires).
Les 30 et 31 août il embarque à destination de Marseille où il débarque le 2 septembre. Tandis que le bataillon D rejoint Orléans le 3 septembre, le reste du régiment se rend à Toulouse et stationne jusqu’au 29 septembre au quartier Pérignon.
Combats en Champagne 
Le régiment se reforme au camp de Mailly au sud de Reims le 2 octobre quand le bataillon C et l’état major retrouvent le bataillon D arrivé le 28 septembre. Le 18 octobre, jour de son départ, le régiment compte 1947 hommes répartis dans les deux bataillons C et D.
Il arrive au camp de Pertus le 19 où, avec le 1er étranger, il forme une brigade qui est placée en réserve de la 5e armée du général d’Esperey.
Le 21 octobre, le régiment et la brigade sont à Verzy au sud de Reims. Jusqu’au 26 octobre, les bataillons du régiment alterneront entre les tranchées de 1re ligne dans les secteurs de Prunay et Sillery et les cantonnements de Verzenay au sud-est de Reims.
Le 26 octobre, le régiment quitte Verzenay à destination de Cuiry-les-Chaudardes au nord ouest de Reims où il est affecté à la 71e brigade du Colonel Duchêne (5e Armée).
Le bataillon F, 3e bataillon nouvellement formé à partir du dépôt de Blois (14/56/1026), rejoint le régiment le 25 octobre à Merval.
À partir du 28 octobre, 2e étranger monte en première ligne dans le secteur de Blanc Sablon et Craonnelle.
Le 26 novembre, le 4e bataillon (G) aux ordres du chef de bataillon Mauvilain (14 officiers et 1053 hommes), quitte le dépôt d’Orléans et rejoint la région de Reims à Baslieux-lès-Fismes où il séjourne quelques jours. Le 15 décembre il monte à son tour en ligne.
Le 22 mai 1915, le régiment est relevé du front par le 34e RI et est retiré du 18e corps d’armée, son effectif est alors de 72 officiers et 3818 hommes de troupe. Le 24 il cantonne au sud de Reims et est affecté à la division provisoire Touborge[Qui ?] puis à la division provisoire Corvisart.
Le 14 juin, un détachement part pour Prouilly et Chenay au nord-ouest de Reims et passe sous les ordres du 1er corps d’armée. Il relève les 201e RI dans les tranchées du Chauffour et des Carrières. Le 20, le reste du régiment rejoint à son tour le 1er corps d’armée et vient relever le 284e RI dans le secteur Merfy – Saint Thierry. Avec le 6e régiment de chasseurs à cheval ils constituent le Groupe Guérin.
Le 11 juillet, à la suite du départ de 334 russes et 394 belges le bataillon F est supprimé.
Haute Saône
Le 14 juillet le régiment est relevé par le 127e RI et le 75e RI territorial et quitte le Groupe Guérin. Il est alors affecté à la Division marocaine où il retrouve le 1er étranger au sein de la 1re brigade marocaine, au nord de Montbéliard.
À partir du 21 août, le régiment est mis à la disposition de la 57e DI afin de participer à des travaux d’organisation des défenses dans la région de Sentheim, Soppe-le-Haut, Leimbach et Roderen au sud de Thann.
À partir du 28 août le 2e étranger retrouve ses cantonnements de Plancher-Bas et d’Auxelles-Bas et Haut.
Le 13 septembre 1915, le régiment participe avec la division marocaine à une revue en présence du président de la République et du ministre de la guerre lors de laquelle lui est remis son drapeau.
Retour en Champagne 
Le 14 septembre le régiment quitte ses cantonnements et se rend à Saint-Hilaire-au-Temple au nord de Châlons-en-Champagne dans le secteur de la 10e DIC.
Le 25 septembre il vient occuper les tranchées de 1re ligne et participe dès le lendemain à une offensive conjointe avec les régiments coloniaux durant laquelle le chef de corps, le colonel Lecomte-Denis, est blessé. Jusqu’au 2 octobre, date à laquelle il est relevé, le régiment enregistrera dans ce secteur de nombreuses pertes.
Le 2e étranger qui a retrouvé la 1re brigade de la division marocaine se rend alors à Souain puis à Saint-Étienne-au-Temple au sud de Suippes où il stationne jusqu’au 19 octobre 1915 et subit encore de lourdes pertes.
Dissolution
Le 20 octobre 1915, 2e de marche du 2e RE se rend dans l'Oise dans la région de Pont-Sainte-Maxence, jusqu’au 11 novembre, date à laquelle il est dissous. Ses effectifs, 39 officiers et 1910 sous officiers et hommes de troupe, sont reversés au RMLE.

## Traditions

### Drapeau
Le 2e de marche du 2e RE reçoit son drapeau le 13 septembre 1915 lors d'une revue en présence du président de la république et du ministre de la guerre.

### Décorations
Citation du régiment :
'Le 25 septembre 1915, s'est élancé à l’assaut des positions ennemies avec un entrain et un élan superbes, faisant de nombreux prisonniers et s'emparant de plusieurs mitrailleuses.'
Ordre général n° 478 du 28 janvier 1916 de la IVe Armée.

## Liste des chefs de corps
- 29 août 1914 au 2 décembre 1914 : lieutenant-colonel Passard.
- 3 décembre 1914 au 10 décembre 1914 : chef de bataillon Gueilhers (intérim).
- 11 décembre 1914 au 25 septembre 1915 : colonel Lecomte-Denis.
- 26 septembre 1915 au 18 octobre 1915 : commandant Rozet (intérim).
- 19 octobre 1915 au 11 novembre 1915 : lieutenant-colonel Lavenne de Choulot, Marie, Augustin, Paul.

## Personnalités ayant servi au sein du régiment
- Blaise Cendrars, écrivain français d’origine suisse

## Sources et bibliographie
Bibliographie :
- Régiment de marche de la légion, Erwan Bergot, éditions Presses de la Cité, 1984.  (ISBN 978-2-7242-2440-5).
- Le livre d’or de la Légion étrangère (1831-1955), Jean Brunon et Georges Manue, éditions Charles Lavauzelle et Cie, 1958.

Sources :
- JMO du 2e régiment de marche du 2e étranger